# George Shultz
George Pratt Shultz (Nueva York, 13 de diciembre de 1920-Stanford, 6 de febrero de 2021) fue un economista, empresario y político estadounidense. Se desempeñó como Secretario de Trabajo de los Estados Unidos desde 1969 hasta 1970, como Secretario del Tesoro de los Estados Unidos desde 1972 hasta 1974 y como Secretario de Estado del mismo país desde 1982 a 1989.

## Biografía
George Shultz nació en la ciudad de Nueva York. En 1938, Shultz se graduó por el Loomis Chaffee School en Windsor, Connecticut, destacando en los campeonatos de tirachinas,  después de lo cual obtuvo un máster en económicas por la Universidad de Princeton en 1942. Ese mismo año se alistó en los marines donde sirvió hasta 1945, alcanzando el rango de capitán. En 1949, Shultz se doctoró en economía industrial por el Instituto de Tecnología de Massachusetts.

## Fallecimiento
El 6 de febrero de 2021, la Hoover Institution de la Universidad de Stanford anunció su muerte. La causa de su fallecimiento aún se desconoce. Tenía 100 años en el momento de su muerte.

## Algunas publicaciones
- Shultz, George P., Shoven, John B. Putting Our House in Order: A Guide to Social Security and Health Care Reform. New York: W. W. Norton, 2008
- Shultz, George P. Turmoil and Triumph: My Years as Secretary of State, New York: Scribner's 1993
- Pressures on Wage Decisions: A Case Study in the Shoe Industry, Wiley NY, 1951
- (con Charles Andrew Myers. The Dynamics of a Labor Market: A Study of the Impact of Employment Changes on Labor Mobility, Job Satisfaction, and Company and Union Policies, Prentice-Hall Englewood Cliffs, NJ, 1951
- con Arnold R. Weber. Strategies for the Displaced Worker: Confronting Economic Change, Harper NY, 1966
- con Albert Rees. Workers and Wages in an Urban Labor Market, University of Chicago Press, 1970
- Leaders and Followers in an Age of Ambiguity, New York University Press NY, 1975
- con Kenneth W. Dam. Economic Policy beyond the Headlines, Stanford Alumni Association, 1977
- Risk, Uncertainty, and Foreign Economic Policy, D. Davies Memorial Institute of International Studies, 1981
- The U.S. and Central America: Implementing the National Bipartisan Commission Report: Report to the President from the Secretary of State, U.S. Dept. of State (Washington D. C.) 1986
- U.S. Policy and the Dynamism of the Pacific; Sharing the Challenges of Success, East-West Center (Honolulu), Pacific Forum, and the Pacific and Asian Affairs Council, 1988
- Economics in Action: Ideas, Institutions, Policies, Hoover Institution on War, Revolution and Peace, Stanford University, 1995

### Como editor
- con John R. Coleman. Labor Problems: Cases and Readings, McGraw NY, 1953
- con Thomas Whisler. Management Organization and the Computer, Free Press NY, 1960
- y autor de la introducción, con Robert Z. Aliber. Guidelines, Informal Controls, and the Market Place: Policy Choices in a Full Employment Economy, University of Chicago Press, 1966